# ۱۶۹ (میلادی)
سال ۱۶۹ (MCXXXIX) صد و شصت و نهمین سال گاه‌شماری ژولینی است.

## رویدادها
- آغاز جنگ دوم مارکومانی. حمله قبایل ژرمنی به امپراتوری روم به ویژه به استان‌های ریشیه و موئسیا.
- تاخت‌وتاز موروها شمال آفریقا به اسپانیا.
- مارکوس آرلیوس پس از مرگ لوسیوس وروس امپراتور بلامنازع روم شد.

## زادگان
- جینگو, نایب‌السلطنه و امپراتریس ژاپنی  (مرگ در ۲۶۹ (میلادی))
- ژانگ لیائو, ژنرال چینی (مرگ در ۲۲۲ (میلادی))

## درگذشت‌ها
- ۲۳ ژانویه – لوسیوس وروس, امپراتور روم (زادهٔ ۱۳۰ میلادی)[۱]